# Misaki Itō
Misaki Itō (伊東 美咲?, Itō Misaki; Iwaki, 26 maggio 1977) è un'attrice e modella giapponese. Il suo vero nome è Tomoko Anzai (安斉 智子?, Anzai Tomoko).

## Vita e carriera
Ha iniziato la sua carriera nel mondo dello spettacolo nel 1999, come ragazza immagine per varie campagne pubblicitarie, per prodotti cosmetici, telefonia e orologi, sulla scia di Yū Yamada.
Il suo maggior successo come attrice rimane il dorama Densha otoko, in cui interpreta la parte di una giovane donna che riesce a far innamorare un otaku; ha poi partecipato anche a numerosi film per il cinema.
Ha sposato Yoshinori Enomoto, il direttore di una società di pachinko nel novembre 2009; ha dato alla luce una bimba il 27 giugno 2010.

## Filmografia

### Dorama
- 2008: Ejison No Haha
- 2007: Yama Onna Kabe Onna
- 2007: Maison Ikkoku (live drama)
- 2006: Densha Otoko (serie televisiva) Deluxe~Saigo no Seizen
- 2006: Sapuri (Suppli)
- 2005: Kiken na aneki (2005)
- 2005: Densha otoko
- 2005: Tiger & Dragon
- 2004: Hotman 2
- 2004: Itoshi Kimi e
- 2003: Kunimitsu no Matsuri
- 2003. Ryuuten no ouhi - Saigo no koutei
- 2003: Tokyo Love Cinema
- 2003: Yoomigaeri
- 2003: Blackjack ni Yoroshiku
- 2002: You're Under Arrest
- 2002: Lunch no joō
- 2002: Gokusen
- 2001: Suiyoubi no Jouji
- 2001: Beauty 7
- 2001: Shin Omizu no Hanamichi
- 2000: Love Complex

### Cinema
- 2002: Moho Han
- 2002: Yomigaeri
- 2002: Face to Face (The Snows 白髪鬼?)
- 2003: Ju-on: The Grudge
- 2003: 9 Souls
- 2004: Umineko (film)
- 2005: Tsuri Baka Nisshi 16 (釣りバカ日誌16 浜崎は今日もダメだった♪♪?)
- 2005: About Love
- 2006: Tsubakiyama: Kachou no Nanoka-kan
- 2007: Last Love
- 2007: Tengoku de Kimi ni Aetara